# Chris Huizinga
Chris Huizinga (ur. 11 sierpnia 1997 w Groningen) – holenderski łyżwiarz szybki, brązowy medalista mistrzostw świata.

## Kariera
Na mistrzostwach świata juniorów w Changchun w 2016 zdobył brązowy medal w biegu na 5000 m. Na rozgrywanych rok później mistrzostwach świata juniorów w Helsinkach zdobył złote medale w starcie masowym, biegu na 5000 m i wieloboju oraz srebrne w biegu na 1500 m i biegu drużynowym. 
Podczas mistrzostw świata na dystansach w Hamar zdobył brązowy medal w biegu drużynowym.